# Tigres del Licey
Uniformes
Les Tigres del Licey sont un club dominicain de baseball de la Ligue dominicaine de baseball hivernal. Champion de République dominicaine à 24 reprises, le club surnommé El Glorioso, compte 11 succès en Série des Caraïbes.
Basés à Saint-Domingue, les Tigres évoluent à domicile à l'Estadio Quisqueya, enceinte de près de 15 000 places également utilisée par les rivaux locaux des Leones del Escogido.

## Palmarès
- Champion de République dominicaine (24) : 1951, 1953, 1959, 1964, 1970, 1971, 1973, 1974, 1977, 1980, 1983, 1984, 1985, 1991, 1994, 1999, 2002, 2004, 2006, 2009, 2014, 2017, 2023, 2024.
- Vice-champion de République dominicaine (16) : 1952, 1954, 1957, 1972, 1976, 1978, 1986, 1989, 1998, 2005, 2007, 2008, 2016, 2018, 2020.
- Vainqueur de la Série des Caraïbes (11) : 1971, 1973, 1977, 1980, 1985, 1991, 1994, 1999, 2004, 2008, 2023.

## Histoire
Le club est fondé le 7 novembre 1907.